# SpeedCrunch
SpeedCrunch é uma calculadora científica e financeira de código aberto com precisão de até 50 dígitos que trabalha com números binários, octais, decimais e hexadecimais, ângulos em graus e radianos e que foi concebida para ser simples de usar.
Ao contrário das calculadoras tradicionais, o SpeedCrunch é uma calculadora científica combinada a um livro de matemática completo, abordando os diferentes temas matemáticos. Além disso, é possível copiar e colar uma expressão matemática de qualquer outro documento para o SpeedCrunch e vice-versa. O software ainda dispõe de diversas funções, variáveis, constantes e ilustrações de formas geométricas que podem ser estudadas e analisadas por professores em sala de aula.